# Les Solitaires intempestifs
Les éditions Les Solitaires intempestifs sont une maison d'édition de théâtre créée en 1992 par Jean-Luc Lagarce et François Berreur au sein du Théâtre de la Roulotte, compagnie de Jean-Luc Lagarce.

## Historique
Après la mort de Jean-Luc Lagarce, en 1995, le Théâtre de la Roulotte est mis en liquidation judiciaire.
En 1998, une nouvelle structure est créée, qui reprend le fonds éditorial. 
La maison a publié depuis plus de 600 textes sous la direction éditoriale de François Berreur.
Le nom de la maison provient de la pièce Par les villages de Peter Handke.

## Revues
Les Solitaires Intempestifs diffusent et distribuent plusieurs revues, dont :
- La revue semestrielle IF, dirigée par Hubert Colas, qui « rend compte de la porosité des champs littéraires et de l’ouverture de l’expérimentation en écriture à tous les domaines artistiques[4] ».
- OutreScène[5], consacrée aux questionnements du théâtre d’aujourd’hui, tel qu’il se fait. La revue, née au Théâtre national de Strasbourg, reprend sa parution à la Colline en 2011.
- Parages[6], revue du Théâtre national de Strasbourg, fondée par Stanislas Nordey et conçue par Frédéric Vossier.

## Quelques auteurs

### Domaine français
- Jean-Christophe Bailly
- François Bégaudeau
- François Berreur
- Didier Bezace
- François Bon
- Jean-Louis Bory
- Emmanuel Bourdieu
- Stéphane Braunschweig
- Camille Chamoux
- Pierre-Yves Chapalain
- Georges Charensol
- Enzo Cormann
- Michel Corvin
- Serge Daney
- Odile Duboc
- Claude Duparfait
- Mohamed El Khatib
- Guillaume Gallienne
- Laurent Goumarre
- Pierre Choderlos de Laclos
- Jean-Luc Lagarce
- Jean Lambert-wild
- Valérie Lang
- Jacques Livchine
- Douna Loup
- Jean-Louis Martinelli
- Philippe Minyana
- François Morel
- Marie NDiaye
- Dieudonné Niangouna
- François Ozon
- Yves Pagès
- Olivier Py
- Pascal Rambert
- Yves Ravey
- Jacques Rebotier
- Guy Régis Jr
- Claude Régy
- D.A.F. de Sade
- Pauline Sales
- Violaine Schwartz
- Jean-Pierre Siméon
- Jean-François Sivadier
- Bruno Tackels
- Anne Théron
- Éric Vigner
- Guillaume Vincent
- Jean-Paul Wenzel
- Annie Zadek

### Domaine étranger
- Aristophane
- Kate Atkinson
- Georg Büchner
- Pedro Calderón de la Barca
- Romeo Castellucci
- Pippo Delbono
- Nikolaï Erdman
- Eschyle
- Euripide
- John Ford
- Rodrigo García
- Maxime Gorki
- Tadeusz Kantor
- Heinrich von Kleist
- Angélica Liddell
- Christopher Marlowe
- Wilhelm Müller
- Alexandre Ostrovski
- Pier Paolo Pasolini
- Luigi Pirandello
- Terence Rattigan
- Tiago Rodrigues
- Ruzzante
- Evgueni Schwarz
- William Shakespeare
- Sophocle
- August Strindberg
- John Millington Synge
- Anton Tchekhov
- Alexandre Vvedenski
- Ivan Vyrypaïev